# Anna de Pisseleu d'Heilly
Anna de Pisseleu d'Heilly, vévodkyně d'Étampes (1508–1580), byla titulární milenkou Františka I. Francouzského. Po návratu ze zajetí v roce 1526 se stala Františkovou milenkou. Anna díky silnému vlivu na krále obohatila sebe, svou rodinu i přátele. Po Františkově smrti byla vypovězena ode dvora a dočasně uvězněna v zámku svého manžela. Poslední léta strávila zajišťováním bohatství své rodiny.

## Králova milenka
Narodila se roku 1508 jako dcera Guillauma de Pisseleu, seigneura d'Heilly, šlechtice z Picardie a Anny Sanguin. Její otec byl třikrát ženatý a měl celkem 34 dětí, Anna z nich byla nejmladší. Anna byla po své babičce příbuzná s Kapetovci pocházejících od Ludvíka Tlustého. Ke dvoru byla uvedena před rokem 1522 a byla jednou z dvorních dam Marie Lucemburské  a později Louisy Savojské, vévodkyně de Angoulême, matky Františka I. František učinil Annu svou milenkou až po svém návratu ze svého zajetí v Madridu (1526) a brzy se za ni vzdal své dlouhodobé milenky, Françoise de Foix.
Anna byla popisována jako nenápadná, hezká, vtipná a kultivovaná, „nejučenější mezi krásnými a nejkrásnější mezi učenými“. Jejich vztah získal oficiální charakter poté, co František začal nosit Anniny barvy. Anna byla jmenována dvorní dámou budoucí královny, Eleonory Habsburské, a později se také stala vychovatelkou Františkových dvou dcer.  Využila svého vlivu s Františkem k povýšení a obohacení své rodiny. Její bratr Adrien seigneur d'Heilly se stal kapitánem Picardského pluku a její strýc Antoine Sanguin se v roce 1533 stal biskupem z Orléans a později v roce 1539 i kardinálem. Další tři bratři se stali biskupy. V roce 1534 ji František I. provdal za Jeana IV. de Brosse, kterého jmenoval vévodou d'Étampes.

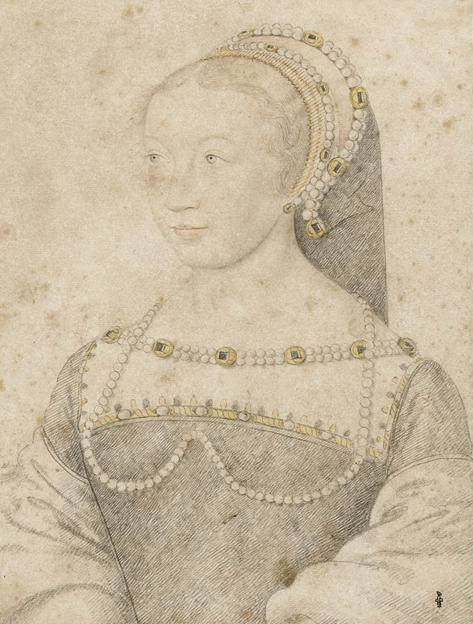
Náčrt Anny od Françoise Cloueta.

## Její vliv na královském dvoře
S politickým pádem vévody de Montmorency v roce 1540 se Anna stala u královského dvora všemocnou. Obklopena těmi, kdo hledali královu štědrou ruku, ovládla celý dvůr. Zahraniční diplomaté se rychle dozvěděli, že musí získat Anninu přízeň, aby jejich plány měli šanci na úspěch. Tím získala faktické postavení královny celého dvora. Později svůj vliv demonstrovala třeba tím, že nechala propustit admirála Chabota. Ten, aby se mohl vrátit ke dvoru, musel oženit svého synovce s Anninou sestrou Louisou.
I přes její schopnosti nebyla Anna právě vzorem stálosti. V roce 1545 se pokusila diskreditovat admirála d'Annebaulta, a to navzdory tomu, že patřil mezi její podporovatele. Když její intriku prozradil arcibiskup Francois de Tournon, tak se Anna pokusila o jeho odstranění obviněním z nečestnosti.
Její vliv na krále stále rostl, zejména v posledních letech Františkovi vlády. Anna byla vyznáním protestantka a zasazovala se u Františka za toleranci hugenotů. Do října 1546 se Anna a kardinál Jean du Bellay snažili přemluvit Františka I., aby se rozešel s Římem. V důsledku jejího vlivu se František účastnil dalších schůzí rady a podle císařského vyslance byla Anna „skutečným předsedou královy nejosobnější a nejintimnější rady“.
Na základě svého přínosu k uzavření míru v roce 1544 v Crepy mezi Františkem I. a císařem Karlem V. Habsburským se Anna snažila přesvědčit Františka, že jeho syn, dauphin Jindřich, spolu se svou milenkou Dianou de Poitiers usilovali o znovu uvedení Montmorencyho ke dvoru. František I. se sice nechal přesvědčit a dočasně Dianu ode dvora odvolal, nicméně dobře věděl, že pro udržení nezbytných vztahů se svým nástupcem bude nezbytné Dianu brzy povolat zpět. A skutečně v reakci na odvolání Diany odešel Jindřich a jeho příznivci demonstrativně na zámek Anet; potom Františkovi nezbývalo nic jiného než pro urovnání roztržky opět povolat Dianu zpět ke dvoru a to hned následující rok, tedy 1545.

## Ztráta postavení

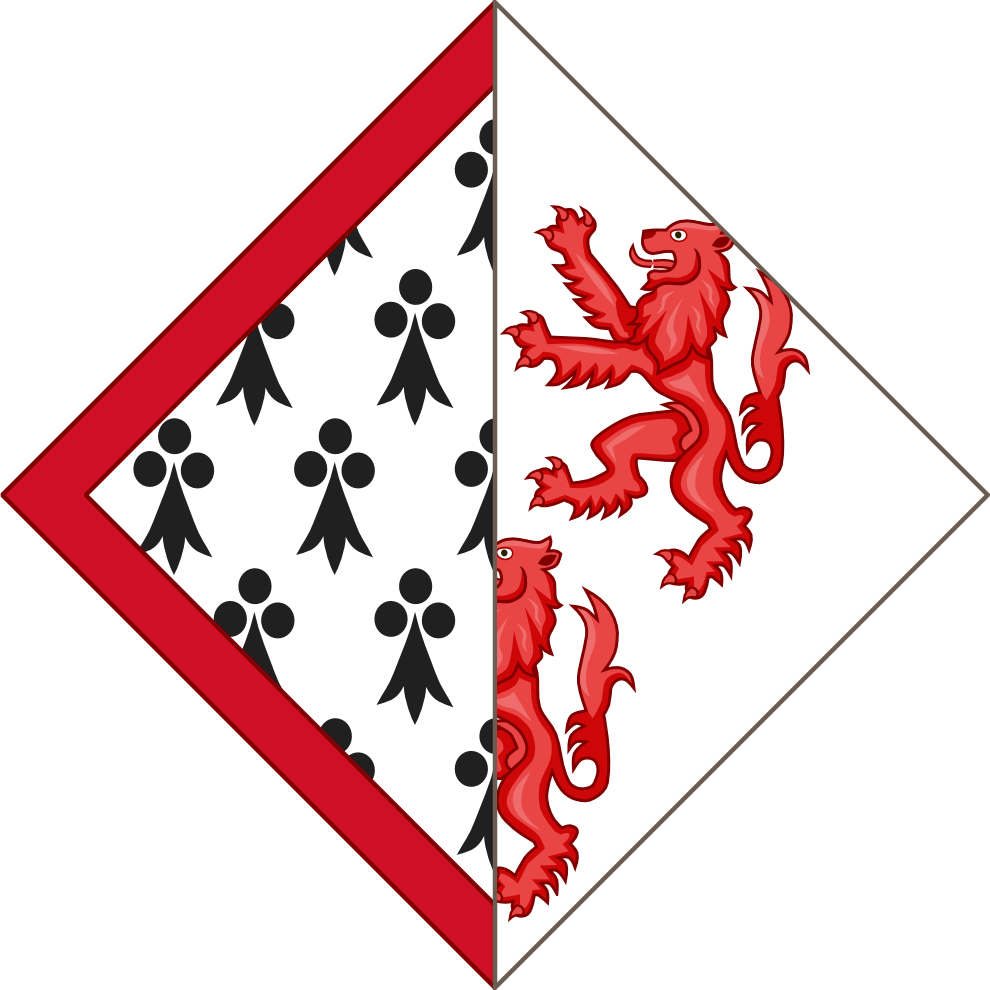
Znak Anny de Pisseleu, vévodkyně d´Etamps

Anna si po dobu své éry udělala mnoho nepřátel, zejména v osobě následníka trůnu Jindřicha, jeho milenky Diany de Poitiers a Anne de Montmorencyho. Po Františkově smrti v březnu 1547 ji nechal Jindřich II., bývalý korunní princ, propustit ode dvora a zabavit její majetek. Do roku 1548 potom navíc Anna čelila hrozbě soudního řízení pro herezi. Jindřich II. se nakonec rozhodl toto řízení zastavit a to z úcty ke svému otci. Annin manžel ji obvinil z krádeže jeho platu guvernéra a zneuctění jeho rodiny. Anna potom dočasně žila na hradě La Hardoinaye.
Anna byla stále bohatá žena, měla majetky v Paříži a hlavně měla 47 615 livrů renty. V letech 1554–1555 poručníkovala právy neteře Jossine de Pisseleu na Lenoncourtovo dědictví v rámci rodiny de Guise. V březnu 1560 darovala 114 000 livrů jako svatební dar své neteři Dianě de Barbançon a jejímu manželovi Jeanu de Rohan, baronovi de Frontenay. Anna také věnovala 30 000 livrů na první svatbu jejího synovce Jeana d'Heilly, a později fungovala jako zprostředkovatel pro Jeanovo druhé manželství. A i nadále se podílela svou aktivní účastí na životech svých neteří a synovců.
Anna zemřela v roce 1580.